# 洛多萨
洛多萨（西班牙語：Lodosa）是西班牙纳瓦拉的一个市镇。总面积45平方公里，总人口4593人（2001年），人口密度102人/平方公里。